# Armistici entre Itàlia i les forces aliades
L'Armistici entre Itàlia i les forces aliades es va concloure el 3 de setembre. L'armistici va ser declarat públicament el 8 de setembre de 1943, durant la Segona Guerra Mundial, entre Itàlia i les forces Aliades, que havien anat ocupant l'extrem sud del país, fet que va comportar la capitulació italiana. També es coneix a Itàlia com el Armistizio di Cassibile (del lloc on es va signar) o el Armistizio dell'8 Settembre (més simplement 8 Settembre).

## Antecedents
Després de les derrotes de 1942 de les Potències de l'Eix a la Campanya del nord d'Àfrica, els Aliats van envair Sicília el 10 de juliol de 1943, sorprenent greument al govern de la Itàlia Feixista.
A la primavera de 1943, preocupat per la desastrosa situació dels militars italians a la guerra, el dictador feixista Benito Mussolini va retirar dels seus càrrecs al govern italià a diverses figures que considerava més fidels al rei que al règim feixista. Aquestes decisions de Mussolini es van considerar com a actes hostils al monarca, que havia estat cada vegada més crític amb el mal acompliment d'Itàlia en el conflicte. Després d'aquesta seqüència de decisions, el rei, juntament amb altres polítics feixistes desencantats, va començar a considerar contramesures que al final portarien a l'armistici amb els Aliats i la destitució de Mussolini.

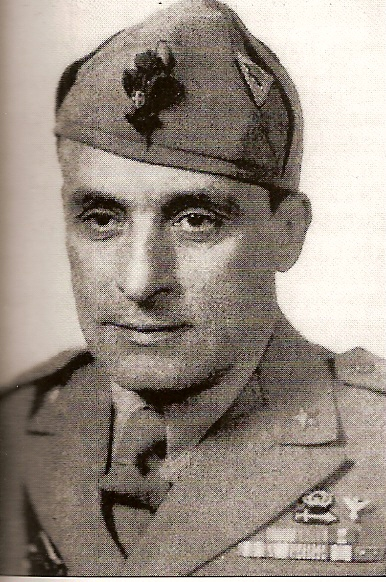
El general Giuseppe Castellano, representant del nou govern italià en els tractes amb els Aliats.

Per ajudar a dur a terme el seu pla, el rei va demanar l'ajuda de Dino Grandi, un dels principals membres de la jerarquia feixista que en la seva joventut havia estat considerat com l'única alternativa creïble a Mussolini com a cap del Partit Nacional Feixista. El sobirà també va estar motivat per la sospita que les idees de Grandi sobre el feixisme podrien canviar abruptament, instal·lant un govern més acceptable per als aliats, mentre l'interès estratègic d'Itàlia era mantenir-se com potència al Mediterrani, però les derrotes a Líbia i Tunísia, i en aquell moment a Sicília confirmaven la precarietat de les pretensions italianes.
La conspiració contra Mussolini va implicar més tard Giuseppe Bottai, un altre alt membre de la direcció feixista i ministre de Cultura, i Galeazzo Ciano, probablement el segon home més poderós del partit feixista i també gendre de Mussolini. Així, els conspiradors van elaborar un ordre del dia per discutir-lo en la següent reunió del Gran Consell Feixista, que contenia una proposta per restablir el control directe de la política al rei Víctor Manuel. La sessió del Consell es va celebrar el 23 de juliol de 1943 i l'ordre del dia es va aprovar per majoria de vots, Mussolini va ser cridat a una audiència amb el Rei i va renunciar com a primer ministre, encara que es pensa que el Duce no creia en la transcendència de la votació i no va sospitar que es tramava el seu efectiu enderrocament.
En sortir de la trobada amb Víctor Manuel III, Mussolini va ser arrestat pels carabinieri i empresonat a l'Illa de Ponça. Va ser substituït pel general Pietro Badoglio, excap de les forces italianes a Abissínia, com a primer ministre. Això infringia el que s'havia promès a Dino Grandi, que havia expressat que un altre general de major qualitat personal i professional (el general Enrico Caviglia) hauria d'haver pres el lloc de Mussolini.
El nomenament de Badoglio no canviava en aparença la posició d'Itàlia com a aliada d'Alemanya a la guerra, ni suposava la dissolució de l'Eix, ni del Pacte d'Acer. Tanmateix, els diplomàtics alemanys a Roma van començar a sospitar de l'actitud de Badoglio i de Víctor Manuel III, i el fet que Galeazzo Ciano (blanc especial dels recels alemanys) recolzés el canvi de règim va fer que Adolf Hitler i el seu ministre d'Afers Exteriors, Joachim von Ribbentrop, temessin una immediata defecció d'Itàlia amb el pretext d'una pau separada o un canvi de bàndol.

## Cap a l'armistici
Tres generals italians (inclòs Giuseppe Castellano) van ser enviats per separat a Lisboa per contactar amb diplomàtics Aliats. No obstant això, per iniciar el contacte aquests havien de resoldre un problema sobre qui era l'enviat italià investit de major autoritat: els tres generals aviat van començar també a discutir sobre aquesta qüestió. Al final, el general Giuseppe Castellano va ser admès a parlar amb els diplomàtics Aliats com a representant oficial de Badoglio per tal d'establir les condicions per a la rendició d'Itàlia. Entre els representants dels Aliats, hi havia l'ambaixador britànic a Portugal, Ronald Campbell, i dos generals enviats per Dwight Eisenhower, el nord-americà Walter Bedell Smith i el britànic Kenneth Strong.
Inicialment, els aliats van quedar satisfets amb la proposta de rendició d'Itàlia. La campanya militar contra les forces de l'Eix semblava haver guanyat força després de la reeixida invasió de Sicília, i una derrota d'Itàlia es considerava només qüestió de temps. La rendició del més feble aliat d'Alemanya hauria accelerat aquest fi. No obstant això, la rendició italiana reduiria els beneficis derivats d'una ocupació militar Aliada de la Península, ja que els Estats Units i la Gran Bretanya haurien de reconèixer la subsistència d'un govern pròpiament italià dotat encara de forces armades pròpies.
En última instància, però, un examen més detingut de les possibilitats després del final de la guerra a Itàlia va conduir als Aliats a discutir seriosament la qüestió. El 27 d'agost el general Castellano va tornar a Itàlia i, tres dies després, va informar Badoglio sobre la sol·licitud Aliada de celebrar una reunió a Sicília, ubicació que havia estat suggerida per l'ambaixador britànic a la Santa Seu.
Per facilitar la comunicació entre els aliats i el govern italià, un agent britànic de la SOE capturat pels italians, Dick Mallaby, va ser alliberat de la presó de Verona, portat clandestinament a Roma i instal·lat al Palau del Quirinal. Era fonamental per als italians amagar al comandament militar de la Wehrmacht la defecció d'Itàlia i l'ús d'un agent britànic es va considerar com el mètode més segur en les circumstàncies.

## Condicions
Tot i que Adolf Hitler va seguir dubtant de les intencions de Badoglio després la caiguda de Mussolini, i que les tropes de la Wehrmacht seguien penetrant en Itàlia com si l'aliança de l'Eix es mantingués, Badoglio encara creia possible obtenir condicions favorables dels Aliats en cas de capitulació.
Amb un justificat temor cap a la reacció alemanya, Badoglio encarregar Castellano d'insistir només admetre qualsevol rendició d'Itàlia si britànics i nord-americans asseguressin realitzar un gran desembarcament de tropes aliades a la península italiana (els aliats en aquest moment ocupaven només Sicília i algunes illes menors). Badoglio també va gosar a sol·licitar l'accés als plans militars dels Aliats, però això va ser clarament desraonat, sobretot quan la guerra estava encara en curs, i el personal aliat va rebutjar aquesta petició.
El 31 d'agost, el general Giuseppe Castellano va volar a Termini Imerese (Sicília) es va traslladar a Cassibile, una petita localitat propera a Siracusa. Aviat va palesar que els participants en les negociacions havien adoptat posicions més distants. Castellano pressionava als aliats perquè acceptessin utilitzar forces anglo-nord-americanes per col·laborar amb els italians en la defensa del país contra una evident reacció armada de la Wehrmacht després de la rendició. En resposta Castellano només va rebre promeses vagues, com l'enviament d'una divisió de paracaigudistes a Roma, així com promeses imprecises de reactivar l'avanç aliat al Sud. D'altra banda, els aliats van al·legar que aquestes accions s'executarien simultàniament amb la rendició i no abans, com els italians haurien volgut.
L'endemà, 1 de setembre, Castellano va ser rebut per Badoglio i els seus ajudants. El ministre italià d'Afers estrangers, baró Raffaele Guariglia, va declarar que les condicions dels aliats havien de ser acceptades. Altres generals van informar, però, que els regiments italians desplegats al voltant de Roma no eren prou forts per protegir la ciutat contra una gran ofensiva dels alemanys a causa de la falta de combustible i municions, i que l'armistici hauria ser ajornat per guanyar temps i resistir fins a l'arribada de les tropes Aliades. Badoglio no s'ha pronunciat en la reunió. A la tarda es va presentar davant el rei Víctor Manuel III, que va decidir acceptar les condicions de l'armistici.

## Pau per separat i reacció alemanya
Per telegrama es va enviar als Aliats una confirmació en que s'acceptavern els termes de la rendició. El missatge, però, va ser interceptat per la Wehrmacht i transmès a l'Oberkommando der Wehrmacht (OKW) alemany, abonant així els pitjors recels de Hitler, que feia temps sospitava que Badoglio buscava un armistici separat d'Itàlia amb els aliats.
Els caps militars alemanys a Itàlia, com Albert Kesselring, no van trigar contactar Badoglio, que va reiterar en repetides ocasions la lleialtat indestructible d'Itàlia al seu aliat alemany. Les seves paraules van ser posades en dubte pels alemanys, i la Wehrmacht va començar a elaborar un pla operatiu anomenat Operació Achse per prendre el control del territori italià usant les forces alemanyes ja estacionades allà tan aviat com el Govern italià anunciés un canvi de lleialtat.
El 2 de setembre Castellano va partir de nou per Cassibile per tal de confirmar l'acceptació de les condicions dels aliats. Castellano no tenia l'autorització escrita del cap del govern italià, Badoglio, que volia desvincular tant com fos possible de la imminent derrota del seu país. La cerimònia de signatura va començar a les dues hores de la tarde del 3 de setembre de 1943 a bord del vaixell HMS Nelson. Castellano i Bedell Smith van signar el text en nom de Badoglio i Eisenhower, respectivament. Una missió de bombardeig nord-americà contra Roma formada per uns cinc cents avions va ser anul·lada a l'últim moment: havia estat una tàctica de pressió d'Eisenhower per accelerar el procés de l'armistici. Harold Macmillan, el representant britànic a l'estat major aliat, va informar Winston Churchill que l'armistici s'havia signat «sense qualsevol modificació».
Només després que la signatura va tenir lloc Castellano va ser informat de les clàusules que Campbell havia presentat a un altre general italià, Zanussi, que també havia estat a Cassibile des del 31 d'agost. Zanussi, per raons poc clares, no se n'havia informat Castellano. Bedell Smith, però, va explicar a Castellano que aquestes noves condicions s'havien establert «només si Itàlia hagués pres un paper en la lluita al costat dels aliats».
A la tarda del mateix dia 3 de setembre, Badoglio va mantenir una reunió informativa amb els ministres italians de Marina, Aviació i Exèrcit, i amb els representants del rei. No obstant això, va ometre tota menció de la signatura de l'armistici, és referit únicament a les negociacions en curs.
Quan l'armistici va ser anunciat públicament, el matí del 8 de setembre, la major part de l'Exèrcit italià no n'havia estat informat. Badoglio i els seus ministres van quedar impressionats doncs, pel que sembla, confiaven que després de l'anunci de l'armistici els Aliats llançarien de sobte una gegantina ofensiva o un espectacular desembarcament que els permetria distreure els alemanys. En no haver tals, tot va ser confusió en Roma davant el temor d'una intervenció immediata de la Wehrmacht. La nit del 8 de setembre i el matí del dia 9, el Rei, juntament amb la família reial i el govern de Badoglio, van fugir de Roma en direcció a Bríndisi, refugiant al costat dels Aliats.
El govern Badoglio havia confiat gairebé tot el resultat de l'armistici a una intervenció militar decisiva dels Aliats i no s'havien donat ordres a les forces armades italianes sobre la conducta a adoptar davant la Wehrmacht. Les tropes italianes, sorpreses per l'armistici i la fugida del govern a Bríndisi, es van trobar sense instruccions i aviat es van dissoldre en el caos. Algunes tropes van desertar i van tornar a casa, mentre que altres es van rendir als alemanys que envaïen el país; altres unitats van decidir romandre lleials a l'Eix.
En conseqüència, les forces alemanyes van ocupar tota la resta del territori italià que encara no estava sota control aliat, excepte Pulla, sense trobar gran resistència organitzada. El 3 de setembre, les tropes britàniques i canadenques van començar a desembarcar a l'extrem sud de Calàbria. L'endemà de la declaració d'armistici, 9 de setembre, els aliats van desembarcar a Salern (operació Allau) i Tàrent (operació Pallassada) però per llavors l'Oberkommando de la Wahrmacht alemany ja tenia dades suficients sobre les intencions dels italians i la Wehrmacht va poder destorbar els desembarcaments per diversos dies.

## La rendició de la marina italiana
Mentre l'exèrcit i la Regia Aeronautica pràcticament es desintegraven quan l'armistici es va anunciar el 8 de setembre, els aliats es preocupaven pel destí de la Regia Marina, que comptava amb 206 vaixells en total, inclosos importants vaixells de guerra com ara el formidable Roma, Vittorio Veneto i la Itàlia. En aquest cas tant britànics com nord-americà es temien «que alguns, si no tots dels 206 vaixells italians, podria presentar batalla, ser sabotejats o, més probablement, caure en mans alemanyes».☃☃ Per tant, els aliats van acceptar concedir una treva als vaixells de guerra italians a la costa del Mar Tirrè, en el seu majoria ancorats en els ports militars de La Spezia i Gènova. Per això es va ordenar a aquests vaixells: «navegar al sud de Còrsega, passat Sardenya i després posar rumb a l'Àfrica del Nord a l'espera d'ordres». Els vaixells italians ancorats a Tàrent, al taló de la bota italiana, van rebre ordres de dirigir-se a la colònia britànica de Malta."
Malgrat aquestes ordres van resultar també molt tardanes, encara que a dos quarts de tres del matí del 9 de setembre els tres vaixells de guerra principals, els cuirassats Roma, Vittorio Veneto i Itàlia van salpar del port de La Spezia, escortats per tres creuers lleugers i vuit destructors. Quan les tropes alemanyes que havien irromput a la ciutat per prevenir aquesta deserció van aprendre la fugida d'aquests vaixells, van arrestar i executar sumàriament diversos capitans italians que, incapaços de seguir l'exemple dels vaixells fugits, havien ordenat l'enfonsament d'altres naus. Aquesta tarda, els vaixells que van fugir de La Spezia van ser atacats a la costa de Sardenya per bombarders alemanys, diversos vaixells van patir danys i el Roma es va enfonsar amb una pèrdua de gairebé 1.400 homes. La majoria de la resta vaixells van arribar en bon estat al nord d'Àfrica, mentre que tres destructors i un creuer s'havien detingut per a rescatar els supervivents, i després d'aquesta tasca atracar a Menorca. La rendició i lliurament de la marina italiana va procedir sense problemes en altres zones d'Itàlia. Així, quan una força naval aliada es va dirigir a la gran base naval de Tàrent, van veure una flota de vaixells de guerra italians també navegant cap al port de Tàrent per lliurar Malta.